# Maria Ozga-Zielińska
Maria Wiesława Ozga-Zielińska (ur. 25 sierpnia 1930 w Warszawie, zm. 17 grudnia 2015) – profesor, hydrolog, członek prezydium Komitetu Gospodarki Wodnej Polskiej Akademii Nauk. Nagrodzona za szczególne osiągnięcia naukowo-badawcze w zakresie ochrony, kształtowania i użytkowania środowiska.

## Życiorys
Ukończyła żeńskie gimnazjum i liceum im. Stefanii Sempołowskiej w Warszawie. Studia rozpoczęła w 1950 na kierunku budownictwa wodnego Politechniki Warszawskiej. Już na III roku studiów rozpoczęła pracę naukową jako zastępca asystenta prof. Edwarda Świętopełka-Czetwertyńskiego. Prowadziła też ćwiczenia ze studentami młodszych roczników. W 1956 ukończyła studia magisterskie i podjęła decyzję o kontynuowaniu kariery naukowej.
W 1960 opublikowała pierwszą pracę naukową z dziedziny hydrologii, na której odtąd skupiały się jej zainteresowania. W 1964 uzyskała stopień doktora za pracę Metody obliczania i prognozowania niżówek w ujęciu probabilistycznym, nagrodzoną przez Polskie Towarzystwo Geofizyczne. W 1970 odbyła staż naukowy na uniwersytecie w Fort Collins w stanie Kolorado, dzięki któremu jej naukowe zainteresowania skierowały się ku teorii systemów, co zaowocowało w 1976 rozprawą habilitacyjną pt. Metody opisu i analizy systemów hydrologicznych. W 1979 uzyskała tytuł naukowy profesora.
W latach 1973–2000 była kierownikiem Zakładu Gospodarki Wodnej i Hydrologii Politechniki Warszawskiej a w 1976–1990 – dyrektorem Instytutu Inżynierii Środowiska. Od 1974 do 1991 była członkiem rady naukowej i przewodniczącą sekcji hydrologii Instytutu Meteorologii i Gospodarki Wodnej a od 1995 członkiem Rady Naukowej i przewodniczącą Konwentu Seniorów.
Od 1972 r. była członkiem Komitetu Gospodarki Wodnej PAN; w latach 1987–1999 była jego przewodniczącą a następnie członkiem prezydium.
Pochowana na cmentarzu Powązkowskim w Warszawie (kwatera 271-3-21).

## Nagrody i wyróżnienia
- 1964 – nagroda Zarządu Głównego Polskiego Towarzystwa Geofizycznego za rozprawę doktorską Metody obliczania i prognozowania niżówek w ujęciu probabilistycznym
- 1991 – nagroda Sekretarza Naukowego PAN
- 2004 – zespołowa nagroda ministra środowiska za pracę Powodziogenność rzek pod kątem bezpieczeństwa budowli hydrotechnicznych i zagrożenia powodziowego. Podstawy metodyczne
- 2005 – nagroda ministra środowiska za szczególne osiągnięcia naukowo-badawcze w zakresie ochrony, kształtowania i użytkowania środowiska oraz jego zasobów. Przyznana za całokształt działalności naukowo-badawczej w dziedzinach: gospodarka wodna, hydrologia
- Krzyż Kawalerski Orderu Odrodzenia Polski
- Medal Komisji Edukacji Narodowej[3].

## Niektóre publikacje
- Maria Ozga-Zielińska. Metody opisu i analizy systemów hydrologicznych. Prace Naukowe / Politechnika Warszawska. Budownictwo; nr 49 (1976).
- Maria Ozga-Zielińska, Jerzy Brzeziński. Hydrologia stosowana. PWN 1994. ISBN 83-01-11140-2.
- Maria Ozga-Zielińska, Jerzy Brzeziński, Bogdan Ozga-Zieliński. Zasady obliczania największych przepływów rocznych o określonym prawdopodobieństwie przewyższenia przy projektowaniu obiektów budownictwa hydrotechnicznego: długie ciągi pomiarowe przepływów. Materiały Badawcze / Instytut Meteorologii i Gospodarki Wodnej. Hydrologia i Oceanologia, 0239-6297; 27 (1999).
- Maria Ozga-Zielińska [et al.] Powodziogenność rzek pod kątem bezpieczeństwa budowli hydrotechnicznych i zagrożenia powodziowego: podstawy metodyczne. Materiały Badawcze / Instytut Meteorologii i Gospodarki Wodnej. Hydrologia i Oceanologia, 0239-6297; 29 (2003).